# Керстин От
Керстин От (на немски: Kerstin Ott) е германска певица, китаристка и диджей.

## Биография
Керстин От е отрасла в Хайде, Холщайн. Като малка участва в конкурси за таланти и пее в хора на Ролф Зуковски. Изявява се е и като диджей. Работи като художничка до записването на дебютната си песен Die immer lacht. В началото на 2016 г. прави турне в немскоговорещите страни.
Керстин От разкрива, че е лесбийка на 17-годишна възраст. През 2017 г. се жени за дългогодишната си приятелка Каролина Кьопен. Кьопен и двете ѝ деца приемат фамилията на От.

## Кариера
Керстин става известна с песента Die immer lacht, която запива около 2005 г. В интервю споделя, че е написала песента за пет минути на кухненската маса за приятелка, която била болна. Песента е за жена, която привидно винаги се смее. Разказвачът я хваща за ръка и я учи да показва истинските си чувства на другите.
От, която работи и като DJ, раздава няколко диска с песента. Един от получателите я качва в YouTube, където, години по-късно, бива популяризирана от Kontor Records като ремикс. Die immer lacht е официално обявена за най-успешната песен за 2016 г. от компанията за пазарни проучвания GfK Entertainment през март 2017 г. и е удостоена с наградата на немските музикални автори. Die immer lacht стига второ място в Германия (Official German Charts) и Австрия (Ö3 Austria Top 40) и остава в топ 10 няколко месеца през 2016 г. Продадени са над един милион копия на песента, което ѝ печели диамантен статут в Германия и платинен в Австрия. Тя е сред най-продаваните сингли в Германия от 1975 г. насам. Песента също става клубен химн от базирания в Берлин футболен клуб Hertha BSC.
В официалния видеоклип към песента, заснет в Майорка, От играе фотографка, която снима постоянно усмихнат модел в ролята на Грета Хирш.

## Дискография

### Албуми
- 2016: Herzbewohner (Обитател на сърцето)
- 2018: Mut zur Katastrophe (Смелост за катастрофа)
- 2019: Ich muss dir was sagen (Трябва да ти кажа нещо)
- 2021: Nachts sind alle Katzen grau (Нощем всички котки са черни)

### Сингли
- 2016: Scheissmelodie (Скапана мелодия)
- 2018: Regenbogenfarben (Цветове на дъгата)
- 2018: Regenbogenfarben (Цветове на дъгата (в дует с Хелене Фишер)

### Съучастия
- 2015: Die immer lacht (Stereoact feat. Kerstin Ott)